# Can Vilella I
Can Vilella I és una obra de Sant Joan de les Abadesses (Ripollès) protegida com a Bé Cultural d'Interès Local.

## Descripció
Edifici de planta rectangular situat a la banda de ponent de la Plaça Major. La coberta és a quatre vents i l'edifici està format per planta baixa i dos pisos. Destaca per un pati de tipologia gòtica situat a la part del darrere de l'edifici, i els porxos de la façana principal.